# ミルトン線
ミルトン線(Milton line)は、GOトランジットの1路線であり、1981年にGOトレインの路線として開業した。トロントとミルトンを結ぶ路線である。トロントのGOトランジットの鉄道路線の中では3番目の利用客数となっており、2014年の一日利用者数は3万人を数え、年間利用客数は7,348,200人（2010年）となっている。トロント大都市圏最大のベッドタウンであるミシサガ市民のトロントへの通勤客を主体とした路線である。

## 運行本数
運行は平日ラッシュ時の一方向のみであり朝方はトロントユニオン駅行き、夕方はユニオン駅からミルトンへ向かう列車が運行されている。日中と土日、休日の列車の運行はない。
| 駅         | ユニオン駅行 | ユニオン駅発 |
| ---------- | ------------ | ------------ |
| ミルトン駅 | 9            | 9            |

## 駅一覧
所在地は基本的に駅名と同じである。
本線
| 駅名             | 営業キロ | 接続路線、施設                                                                    | 自治体   |
| ---------------- | -------- | --------------------------------------------------------------------------------- | -------- |
| ユニオン駅       | 0.0      | ■トロント市地下鉄1号線,■GOトレイン全線 ■ユニオン・ピアソン・エクスプレス, VIA鉄道 | トロント |
| キップリング駅   | 15.6     | ■トロント市地下鉄2号線                                                            | エトビコ |
| ディキシー駅     | 20.0     |                                                                                   | ミシサガ |
| クークスビル駅   | 24.8     | ヒューロンタリオ・メイン LRT                                                      | ミシサガ |
| エリンデール駅   | 29.1     |                                                                                   | ミシサガ |
| ストリーツビル駅 | 32.7     |                                                                                   | ミシサガ |
| メドウヴェール駅 | 37.2     |                                                                                   | ミシサガ |
| リスガー駅       |          |                                                                                   | ミシサガ |
| ミルトン駅       | 50.2     |                                                                                   | ミルトン |